# Kitchenuhmaykoosib Inninuwug
Die Kitchenuhmaykoosib Inninuwug (ᑭᐦᒋᓇᒣᑯᐦᓯᑊ ᐃᓂᓂᐧᐊᐠ) oder Gichi-namegosib ininiwag, auch als Big Trout Lake First Nation bekannt, sind eine der kanadischen First Nations im Nordwesten der Provinz Ontario. Häufig wird ihr Name mit KI6 abgekürzt.
Die zu den Cree gehörende Gruppe lebt rund 580 km nördlich von Thunder Bay und spricht Oji-Cree (Anishininiimowin bzw. Anishinini-Sprache) und Englisch.
Ihr Reservat, das Kitchenuhmaykoosib Aaki 84 Reserve, ist 29.937,6 ha groß und nur im Winter über Straßen zu erreichen. Es bestehen Flugverbindungen. 1.327 Menschen bewohnten Big Trout Lake (am gleichnamigen See) im Januar 2007, im Oktober 2014 lebten 1083 der 1.598 anerkannten Stammesangehörigen im Reservat. Dort wohnten im Oktober 2018 1.172 der 1.722 staatlich anerkannten Stammesangehörigen. In der eigentlichen Municipality lebten lt. Statistics Canada allerdings 2001 nur 435 Menschen. Häuptling ist Donald Ian „Donnie“ Morris (2017 erneut bestätigt), Deputy Chief Jackie Mckay. Einige Stammesangehörige leben bei benachbarten Gruppen, wie den Sachigo Lake, den Bearskin Lake, Muskrat Dam, Kasabonika, Wunnimun, Wapekeka, Kingfisher und Wawakapewin.

## Geschichte
- s. a. Geschichte Ontarios
Der Stamm unterzeichnete den James-Bay-Vertrag von 1905 und 1906, der die Nr. 9 der so genannten Numbered Treaties darstellt. Darin wurden Vereinbarungen zwischen dem britischen Königshaus und 38 Indianergruppen aus dem Norden Québecs geschlossen, dazu den Abitibiwinni in Ontario. Das Gebiet des Stammes wurde 1929–1930 durch Ergänzung dieses Vertrages festgelegt. Den vollen Status eines Reservats (Indian reserve) erhielt das Gebiet erst 1976.
Marion Anderson wurde 1950 als erste Frau Ontarios zur Stammesrätin (band councillor) gewählt.

## Aktuelle Situation
Die Platinex Inc. wurde durch Einsprüche seitens des Stammes am 22. Mai 2007 gerichtlich dazu gezwungen, gesetzesgemäß Konsultationen einschließlich eines Protokolls durchzuführen. Zudem wurde dem Stamm zugestanden, dass ohne finanzielle Ausstattung der Konsultationsprozess für die Gemeinde zu aufwändig sei. Doch ist unklar, in welcher Weise dieses ansonsten „unfair“ genannte Procedere durchgeführt werden kann.

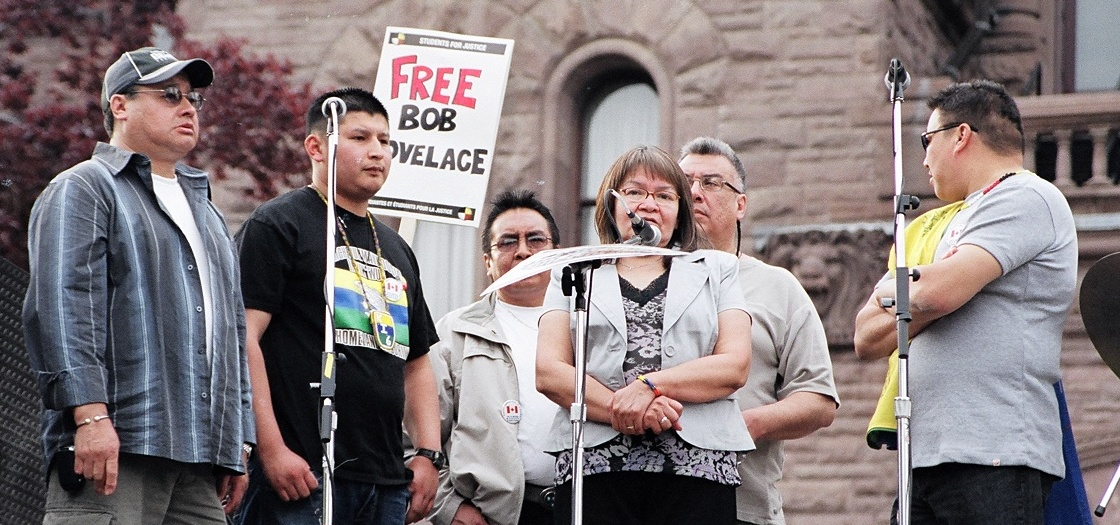
Die Führer des Protests gegen Rohstoffexploration auf Cree-Gebiet werden verhaftet

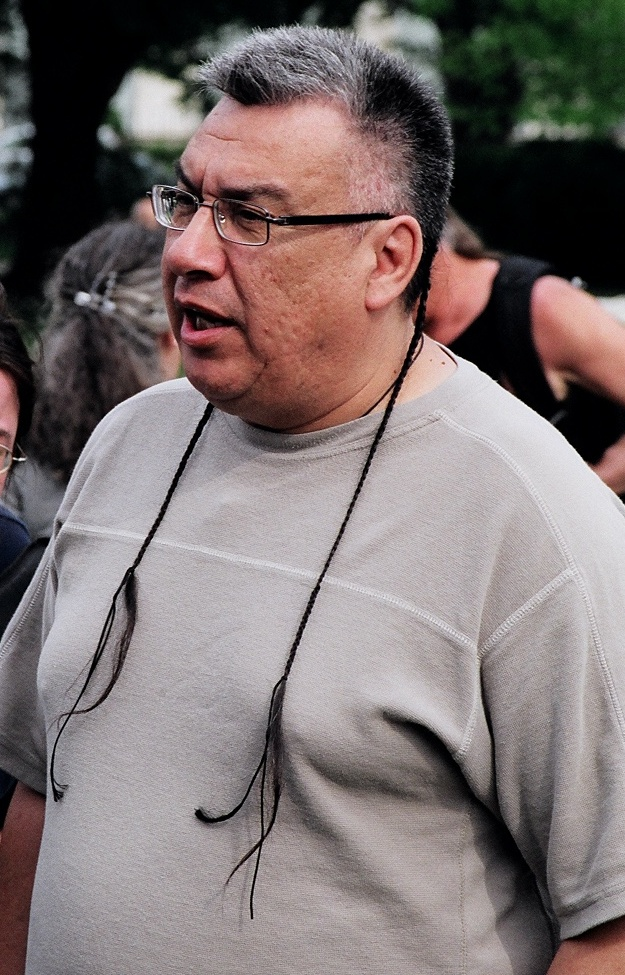
Häuptling Donny Morris

2008 wurden sechs der Stammesführer, Chief Donny Morris, Jack und Sam McKay, Darryl Sainnawap, Cecilia Begg und Bruce Sakakeep wegen Protesten verhaftet. Daraufhin wurde vor dem Gefängnis in Thunder Bay ein Heiliges Feuer entzündet, das die Polizei am 19. März jedoch löschte. Dabei erklärte Chief Vernon Morris von der Muskrat Dam First Nation, es könne nicht sein, dass Konsultationen der Auftakt zur Exploration sei, wenn der Stamm aus Sorge vor gravierenden Nachteilen diese ablehne. Chief Norman Brown von Wapekeka First Nation erklärte, das Unternehmen sei nicht willkommen auf dem Stammesland. Daraufhin schlossen sich Mitglieder umgebender Stämme zu einem Protestmarsch von Kenora, in die Provinzhauptstadt Toronto zusammen. Die sechs Stammesführer wurden durch den Appellationsgerichtshof, den Ontario Court of Appeal am 28. Mai freigesprochen.